# Sélection de la ville hôte pour les Jeux olympiques de 2016
Pour l'organisation des Jeux olympiques et paralympiques d'été de 2016, sept villes candidates ont déposé un dossier auprès du Comité international olympique, mais le CIO en a retenu quatre le 4 juin 2008.

Logo de la candidature de Chicago
Logo de la candidature de Madrid
Logo de la candidature de Rio de Janeiro (retenue)
Logo de la candidature de Tokyo

## Villes candidates
- Chicago[2],  États-Unis (élue le 14 avril 2007 face à Los Angeles). Initialement candidates, les villes de San Francisco, Houston et Philadelphie ont retiré leur proposition avant la désignation du compétiteur américain.
- Madrid,  Espagne depuis le 30 mai 2007.
- Rio de Janeiro,  Brésil depuis le 1er septembre 2006.
- Tokyo,  Japon. Le 30 août 2006, le COJ avait éliminé Fukuoka au profit de Tokyo.

## Villes requérantes
Trois villes ont été éliminées le 4 juin 2008 par le CIO  :
- Bakou,  Azerbaïdjan
- Doha,  Qatar La candidature de Doha n'a pas été retenue du fait d'un problème de dates. Les dates avancées par le comité d'organisation pour les jeux de Doha 2016 empiétaient sur le calendrier international sportif.
- Prague,  République tchèque était candidate depuis le 22 mars 2007. C'est la troisième fois que le dossier de Prague est éliminé avant le vote final.

## Villes ayant retiré leur candidature

### Europe
- Berlin/Hambourg,  Allemagne
- Lisbonne,  Portugal

### Amérique
- Monterrey,  Mexique
- Buenos Aires,  Argentine
- La Havane,  Cuba
- Santiago,  Chili

### Asie
- Bangkok,  Thaïlande
- Pusan,  Corée du Sud
- New Delhi,  Inde

## Vote
Le vote définitif a eu lieu le 2 octobre 2009 à Copenhague (Danemark). La ville organisatrice des Jeux de la XXXIe Olympiade a été désignée et dévoilée à 18h51, heure d'Europe centrale, le 2 octobre 2009 : il s'agit de Rio de Janeiro 2016, qui a battu Madrid 2016 au dernier tour. Les villes de Chicago, puis Tokyo avaient été éliminées lors des tours précédents, selon les votes suivants :
| Ville candidate | Pays       | Note technique | 1er tour | 2d tour | 3e tour |
| --------------- | ---------- | -------------- | -------- | ------- | ------- |
| Rio de Janeiro  | Brésil     | 6,4            | 26       | 46      | 66      |
| Madrid          | Espagne    | 8,1            | 28       | 29      | 32      |
| Tokyo           | Japon      | 8,3            | 22       | 20      | -       |
| Chicago         | États-Unis | 7,0            | 18       | -       | -       |